# Anton Bresler
Pas d'image ? Cliquez ici

a Compétitions nationales et continentales officielles uniquement.

Dernière mise à jour le 16 juin 2025.
Anton Bresler, né le 16 février 1988 à Windhoek (Namibie), est un joueur namibien de rugby à XV jouant au poste de deuxième ligne.

## Biographie

### Jeunesse et formation
Anton Bresler naît à Windhoek en Namibie, comme le reste de sa famille, mais grandit en Afrique du Sud à Durban. Il déclare d'ailleurs qu'il se sent sud-africain et qu'il est supporter des Springboks.
Il commence le rugby à Durban, dans son lycée réputé pour être une école sportive et académique prestigieuse. C'est l'atmosphère et l'ambiance dans cette équipe qui lui ont donné envie de continuer le rugby. Il rejoint ensuite les Sharks avec lesquels il progresse dans les différentes catégories d'âge.

### Carrière professionnelle (depuis 2009)
Anton Bresler commence sa carrière en Afrique du Sud au Natal Sharks lors de la saison 2010. Il joue le premier match de sa carrière le 25 février 2010 face aux Border Bulldogs lors d'un match de Vodacom Cup. Il est titulaire et son équipe s'impose sur le score de 69 à 8. 
Puis, il participe quatre fois au Super Rugby avec les Sharks, de 2011 à 2014. Durant la saison 2012, il joue 19 matchs dont 15 en tant que titulaire, et son équipe se qualifie en finale du Super Rugby. Pour ce matchs face aux Chiefs, il est titulaire en deuxième ligne, mais son équipe est battue 37 à 6,.
En 2014, il rejoint le club d’Édimbourg Rugby en Écosse afin de réaliser son rêve d'enfant qui est de jouer à l'étranger. Il choisit de rejoindre l'Écosse car il a beaucoup d'amis qui y jouent et espère un jour jouer contre Paul O'Connell, qu'il admire. Avec Édimbourg , Bresler va atteindre la finale du Challenge européen en 2015. Il est titulaire lors de la finale perdue face à Gloucester.
En 2017, après quatre saison à Édimbourg Rugby, il quitte l’Écosse pour l’Angleterre et signe à Worcester. Il restera cinq saison à Worcester. Ses opportunités de jouer sous le maillot de Worcester devenaient de plus en plus limitées en raison de l'émergence de joueurs comme Andrew Kitchener et Justin Clegg. Il décide alors de quitter son club en 2021.
Il rejoint le Racing 92 en novembre 2021 en tant que joker médical pour la saison 2021-2022. Il déclare que c'était pour lui une opportunité « énorme et inattendue ». Il joue son premier match en France le 4 décembre 2021 face à Castres, à l'occasion de la douzième journée de Top 14. Il entre en jeu à la 52e minute à la place de Victor Moreaux mais le Racing s'incline (25-3). Il joue au total quinze matchs toutes compétitions confondues en une demi-saison, profitant des absences de Bernard Le Roux et Baptiste Pesenti. À l'issue de sa première saison au Racing, ses performances convaincantes lui ont permis de prolonger son contrat d'une saison supplémentaire,.
Pour la saison 2022-2023, il est en concurrence avec les internationaux français Cameron Woki, Bernard Le Roux et Boris Palu, ainsi que Veikoso Poloniati qui vient d'arriver au club en provenance des Moana Pasifika. Après de bonnes performances avec le club francilien et plus d'une trentaine de matchs joués en deux ans, il décide pourtant de rejoindre, en février 2023, le RC Vannes jouant alors en Pro D2, pour la saison 2023-2024,.

## Famille
Son cousin, le troisième ligne international namibien Tinus du Plessis est également joueur de rugby professionnel. Il a notamment joué avec les Cornish Pirates, à Rotherham ou avec les Wasps.

## Style de jeu
Anton Bresler se décrit comme étant un joueur agressif et physique, « comme tout joueur sud-africain ».
Il est très grand et très mobile, ce qui est un atout sur tous les coups de pied de renvoi, et en touche. Dans le jeu, il apporte sa densité physique et sa puissance.

## Statistiques

### En Afrique du Sud
| Année | Équipe       | Compétition | Matchs | Titularisations | Points | Essais |
| ----- | ------------ | ----------- | ------ | --------------- | ------ | ------ |
| 2010  | Natal Sharks | Vodacom Cup | 9      | 9               | 0      | 0      |
| 2010  | Natal Sharks | Currie Cup  | 3      | 0               | 0      | 0      |
| 2011  | Natal Sharks | Vodacom Cup | 5      | 5               | 0      | 0      |
| 2011  | Natal Sharks | Currie Cup  | 13     | 9               | 5      | 1      |
| 2011  | Sharks       | Super Rugby | 4      | 0               | 5      | 1      |
| 2012  | Natal Sharks | Currie Cup  | 11     | 11              | 0      | 0      |
| 2012  | Sharks       | Super Rugby | 19     | 15              | 0      | 0      |
| 2013  | Sharks       | Super Rugby | 10     | 7               | 0      | 0      |
| 2014  | Sharks       | Super Rugby | 8      | 8               | 0      | 0      |
| Total | Total        | Total       | 82     | 64              | 10     | 2      |

### En Europe
| Saison          | Club            | Championnat | Championnat | Championnat | Coupe nationale        | Coupe nationale        | Coupe nationale        | Coupes d'Europe    | Coupes d'Europe | Coupes d'Europe |
| Saison          | Club            | Compétition | M           | Ess.        | Compétition            | M                      | Ess.                   | Compétition        | M               | Ess.            |
| --------------- | --------------- | ----------- | ----------- | ----------- | ---------------------- | ---------------------- | ---------------------- | ------------------ | --------------- | --------------- |
| 2014-2015       | Édimbourg       | Pro 12      | 17          | -           | Pas de Coupe nationale | Pas de Coupe nationale | Pas de Coupe nationale | Challenge européen | 9               | -               |
| 2015-2016       | Édimbourg       | Pro 12      | 19          | -           | Pas de Coupe nationale | Pas de Coupe nationale | Pas de Coupe nationale | Challenge européen | 6               | -               |
| 2016-2017       | Édimbourg       | Pro 12      | 3           | -           | Pas de Coupe nationale | Pas de Coupe nationale | Pas de Coupe nationale | Challenge européen | 1               | -               |
| 2017-2018       | Édimbourg       | Pro 14      | 5           | -           | Pas de Coupe nationale | Pas de Coupe nationale | Pas de Coupe nationale | Challenge européen | 1               | -               |
| Total Édimbourg | Total Édimbourg | Pro 12/14   | 44          | 0           |                        |                        |                        | Challenge européen | 19              | 0               |
| 2017-2018       | Worcester       | Premiership | 5           | -           | Coupe anglo-galloise   | -                      | -                      | Challenge européen | -               | -               |
| 2018-2019       | Worcester       | Premiership | 21          | -           | Coupe anglo-galloise   | 2                      | -                      | Challenge européen | 1               | -               |
| 2019-2020       | Worcester       | Premiership | 17          | -           | Coupe d'Angleterre     | 4                      | -                      | Challenge européen | 3               | -               |
| 2020-2021       | Worcester       | Premiership | 9           | -           | édition annulée        | édition annulée        | édition annulée        | Challenge européen | -               | -               |
| 2021-2022       | Worcester       | Premiership | -           | -           | Coupe d'Angleterre     | 1                      | -                      | Challenge européen | -               | -               |
| Total Worcester | Total Worcester | Top 14      | 52          | 0           | Coupe nationale        | 7                      | 0                      | Challenge européen | 4               | 0               |
| 2021-2022       | Racing 92       | Top 14      | 12          | -           | Pas de Coupe nationale | Pas de Coupe nationale | Pas de Coupe nationale | Coupe d'Europe     | 3               | -               |
| 2022-2023       | Racing 92       | Top 14      | 14          | -           | Pas de Coupe nationale | Pas de Coupe nationale | Pas de Coupe nationale | Champions Cup      | 3               | -               |
| Total Racing 92 | Total Racing 92 | Top 14      | 26          | 0           |                        |                        |                        | Coupe d'Europe     | 6               | 0               |
| Total           | Total           | Championnat | 122         | 0           | Coupe nationale        | 7                      | 0                      | Coupes d'Europe    | 29              | 0               |

## Palmarès
- Natal Sharks
  - Vainqueur de la Currie Cup en 2010
  - Finaliste de la Currie Cup en 2011 et 2012

- Sharks
  - Finaliste du Super Rugby en 2012

- Édimbourg Rugby
  - Finaliste du Challenge européen en 2015
- RC Vannes
  - Vainqueur du Championnat de France de 2e division en 2024